# Johann Windsteig
Johann Windsteig (* 2. Februar 1925 in Niederabsdorf; † 17. Oktober 2005 in Wien) war ein österreichischer Politiker (SPÖ) und ÖBB-Beamter. Windsteig war Abgeordneter zum Nationalrat und Mitglied des Bundesrates.

## Ausbildung und Beruf
Windsteig besuchte von 1931 bis 1935 die Volksschule in Niederabsdorf und im Anschluss von 1935 bis 1939 die Realschule in Wien. Er wechselte 1939 an eine Oberschule in Wien, die er 1943 mit der Matura abschloss. Danach wurde Windsteig für zwei Jahre zum Militärdienst eingezogen, wobei er ein Jahr in Gefangenschaft in Frankreich verbrachte.
Windsteig begann seine berufliche Laufbahn 1946 als Ölprobenträger und Lohnverrechner bei der Sowjetischen Mineralölverwaltung in Neusiedl an der Zaya und wurde 1948  Waagschreiber bei der Zuckerfabrik Hohenau. Danach war er von 1949 bis 1950 Kanzleikraft und Verkäufer in einer Holzhandlung in Hohenau und arbeitete 1950 als Straßenbauarbeiter. Nachdem er zwischen 1950 und 1951 als Motorenwärter bei der Hohenauer Zuckerfabrik seinen Lebensunterhalt verdient hatte, wurde er 1951 Bediensteter der Österreichischen Bundesbahnen, wobei er bis 1983 als Fahrdienstleiter, Schulungsbeamter, Direktions-Fachbeamter, Betriebskontrollor, Bahnhofsvorstand und Verkehrsreferent der Transportabteilung in der Bundesbahndirektion Wien, zuletzt als Bundesbahn-Zentralinspektor (Gehaltsgruppe IXb) arbeitete.

## Politik
Windsteig war ab 1955 Vizebürgermeister in Niederabsdorf und hatte von 1955 bis 1970 das Amt des Bürgermeisters inne. Er war danach von 1971 bis 1975 geschäftsführender Gemeinderat der neu geschaffenen Gemeinde Ringelsdorf-Niederabsdorf sowie zwischen 1975 und 1987 Bürgermeister der Gemeinde. Er war darüber hinaus Bezirksobmann-Stellvertreter der SPÖ Gänserndorf, Mitglied des Landesparteivorstandes der SPÖ Niederösterreich und Vizepräsident des Auto-, Motor- und Radfahrerbundes Österreich in Niederösterreich. Des Weiteren engagierte sich Windsteig in der Gewerkschaft und war Mitglied des Bezirksschulrates Gänserndorf. Windsteig war von 31. März 1970 bis zum 4. November 1971 Abgeordneter zum Nationalrat, wechselte danach vom 16. Dezember 1971 bis zum 18. Mai 1983 in den Bundesrat und war vom 19. Mai 1983 bis zum 30. November 1987 erneut Nationalratsabgeordneter.

## Anerkennung
Die Mehrzweckhalle in Ringelsdorf-Niederabsdorf trägt seit Juni 2020 den Namen Johann-Windsteig-Halle.

## Auszeichnungen
- Großes Goldenes Ehrenzeichen für Verdienste um die Republik Österreich
- Großes Silbernes Ehrenzeichen für Verdienste um die Republik Österreich
- Silbernes Komturkreuz des Ehrenzeichens für Verdienste um das Bundesland Niederösterreich
- Silberne Florianiplakette des Niederösterreichischen Landesfeuerwehrverbandes (1983)[2]